# Masters de París 2004
El Masters de París 2004 (también conocido como 2004 BNP Paribas Masters por razones de patrocinio) fue un torneo de tenis jugado sobre moqueta. Fue la edición número 33 de este torneo. Se celebró entre el 1 de noviembre y el 8 de noviembre de 2004. 

## Campeones

### Individuales masculinos
Marat Safin vence a  Radek Štěpánek 6–3, 7–6, 6–3.

### Dobles masculinos
Jonas Björkman /  Todd Woodbridge vencen a  Wayne Black /  Kevin Ullyett, 6–3, 6–4
| Predecesor: París 2003 | Masters de París 2004 | Sucesor: París 2005 |